# Королевский орден Соватхары
Королевский орден Соватхары — государственная награда Королевства Камбоджа.

## История
Королевский орден Соватхары был основан королём Сисоватом I 22 июня 1923 года в трёх классах для награждения поданных за заслуги и достижения в области сельского хозяйства, а также экономики и общественных работах. Орден посвящён индуистской богине земли и плодородия Соватхаре. 23 августа 1956 года была проведена орденская реформа, расширившая орден до пяти классов: 
- Кавалер/Дама Большого креста (кхмер. មហា សេរី វ ឌ្ឍ ន៍) – знак ордена на широкой чрезплечной ленте и звезда ордена на левой стороне груди.
- Гранд-офицер (មហា សេនា) – знак ордена на нагрудной ленте с розеткой и звезда ордена на левой стороне груди.
- Командор (ធិ ប ឌិ ន្) – знак ордена на шейной ленте.
- Офицер (សេនា) – знак ордена на нагрудной ленте с розеткой.
- Кавалер (អស្សឫទ្ធិ) – знак ордена на нагрудной ленте.

В период правления Камбоджей Красных кхмеров орден Соватхары был запрещён. С восстановлением в Камбодже монархии, король Нородом Сианук восстановил орден Соватхары в прежнем статуте с незначительными изменениями в его дизайне.

## Описание

### с 1923 по 1975
Знак ордена – золотой четырёхконечный крест, лучи которого формируются отстоящими друг от друга пятью тонкими двугранными лучиками с раздвоенным концом. Между лучей изображения пучков: кукурузы, хлопка, риса и пальмовых листьев. В центре круглый медальон зелёной эмали с золотым бортиком. В центре медальона золотое изображение храма Ангкор-Вата. Крест при помощи переходного звена в виде изображения индуистской богини Соватхары в цветных эмалях, выжимающей из своих волос воду, крепится к орденской ленте.
Звезда ордена восьмиконечная, формируемая из разновеликих двугранных лучиков. В центре звезды изображение знака ордена с богиней Соватхары.
Лента ордена шёлковая муаровая зелёного цвета.
В инсигнии ордена также входят миниатюра и орденская планка.
| Орденские планки (с 1923-1956) |        |          |
| Кавалер                        | Офицер | Командор |

| Орденские планки (с 1956-1975) |        |          |              |                         |
| Кавалер                        | Офицер | Командор | Гранд-офицер | Кавалер Большого креста |

### с 1995 года
Знак ордена – золотой четырёхконечный крест, лучи которого формируются отстоящими друг от друга пятью тонкими двугранными лучиками с раздвоенным концом. Между лучей изображения пучков: кукурузы, хлопка, риса и пальмовых листьев. В центре круглый медальон зелёной эмали с бортиком красной эмали. В центре медальона золотое изображение храма Ангкор-Вата. Крест при помощи переходного звена в виде изображения индуистской богини Соватхары в цветных эмалях, выжимающей из своих волос воду, крепится к орденской ленте.
Звезда ордена аналогична знаку.
Лента ордена шёлковая муаровая зелёного цвета.
В инсигнии ордена также входят миниатюра и орденская планка.
| Орденские планки (с 1995) |        |          |              |                         |
| Кавалер                   | Офицер | Командор | Гранд-офицер | Кавалер Большого креста |